# Arhyssus barberi
Arhyssus barberi är en insektsart som beskrevs av Harris 1942. Arhyssus barberi ingår i släktet Arhyssus och familjen smalkantskinnbaggar. Inga underarter finns listade i Catalogue of Life.